# 二级域
二级域或二级域名（英語：Second-level domain, SLD）是互联网域名系统的等級中，位於頂級域之下的域名，例如example是網址example.com的二級域。